# Coenraad van Heemskerck

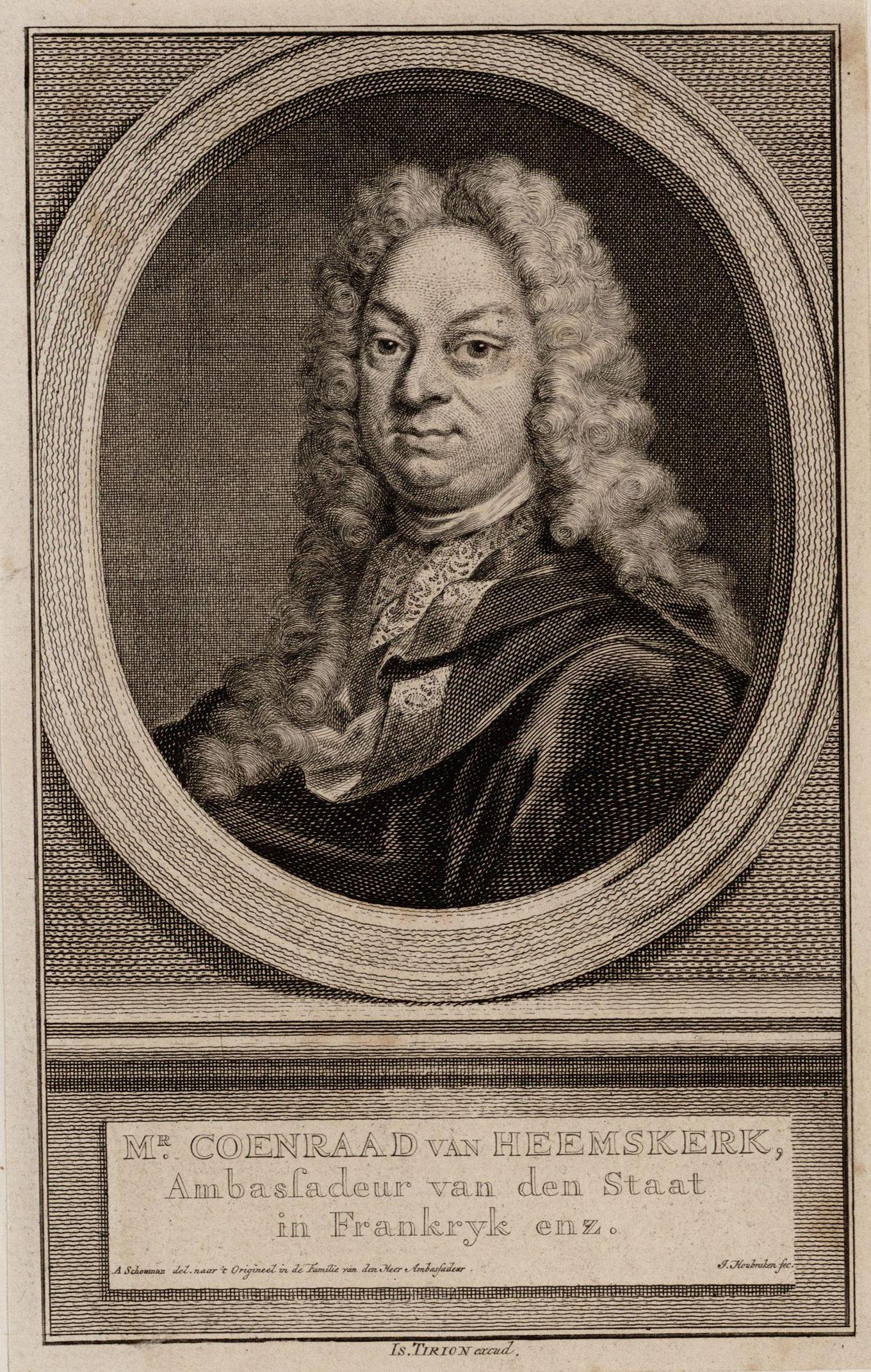
Coenraad van Heemskerk, Gravur von Jacobus Houbraken

Coenraad Reichsgraf van Heemskerck, Heer von Achttienhoven (* 12. Dezember 1646 in Den Haag; † 23. Juli 1702 ebenda), war ein niederländischer Diplomat und Politiker.

## Biografie
Seine Eltern waren Mr. Johan van Heemskerck, Ratsherr des Hohen Rates von Holland, Zeeland und Westfriesland, und Alida van Beuningen. Er entstammte dem Geschlecht Van Heemskerck; sein Onkel war Coenraad van Beuningen, Bürgermeister. 1672 scheint er als Freiwilliger mit einer von ihm selbst ausgerüsteten Mannschaft in der Flotte De Ruyters auf. Im selben Jahr wurde er als Sekretär von Amsterdam benannt. 1673 wurde er kurzfristig Pensionär der Stadt. Im selben Jahr als Gesandter nach Wien berufen. Zwei Jahre später war Van Heemskerck als niederländischer Gesandter in Spanien tätig. 1676 vermählte er sich mit Cornelia Pauw (1648–1725), von welcher er die Herrlichkeiten Achttienhoven und Den Bosch erbte. Dieser Ehe entsprangen drei Kinder.
1679 war Van Heemskerck Ratsherr in den Staaten von Holland. Er war ein Vertrauter von Statthalter Wilhelm III. und übermittelte dessen kriegerische Ambitionen den Regenten Amsterdams. 1680 stand er erneut an der Spitze der niederländischen Gesandtschaft in Madrid. Er vermittelte zwischen Spanien und Preußen. 1686 kam er in die Heimat zurück um drei Jahre später als Gesandter bei den Hansestädten nach Hamburg zu gehen um zwischen Dänemark und Holstein zu vermitteln. Nach einem erneuten Aufenthalt als niederländischer Gesandter in Spanien, ging van Heemskerck im Jahre von 1690 bis 1692 als Gesandter an den kaiserlichen Hof nach Wien. Er bot sich als Vermittler zwischen Kaiser Leopold I. und dem türkischen Sultan Süleyman II. an. Van Heemskerck reiste daraufhin in das Osmanische Reich und vermittelte einen Handelsvertrag mit Österreich. Kaiser Leopold war ihm freundlich gesinnt und erhob Van Heemskerck 1697 in den Reichsgrafenstand, der diesen hohen Titel aus Bescheidenheit nicht trug. 1689 wurde er Gesandter in Frankreich.